# 666 ABC Canberra
666 ABC Canberra – australijska stacja radiowa należąca do publicznego nadawcy Australian Broadcasting Corporation (ABC), a ściślej do jego sieci rozgłośni lokalnych i regionalnych ABC Local Radio, w której pełni rolę stacji dla Australijskiego Terytorium Stołecznego. Została uruchomiona w styczniu 1953 roku pod nazwą 2CN. Podobnie jak we wszystkich stacjach lokalnych ABC, ramówka złożona jest głównie z audycji mówionych. W każdy piątkowy poranek na antenie gości szef ministrów Australijskiego Terytorium Stołecznego, który odpowiada na pytania słuchaczy. 
Stacja dostępna jest w Canberze i w otaczającej ją części Nowej Południowej Walii w analogowym i cyfrowym przekazie naziemnym. Można jej także słuchać w Internecie. 